# Bergenia ciliata
Bergenia ciliata és una espècie de planta fanerògama que pertany al gènere Bergenia.

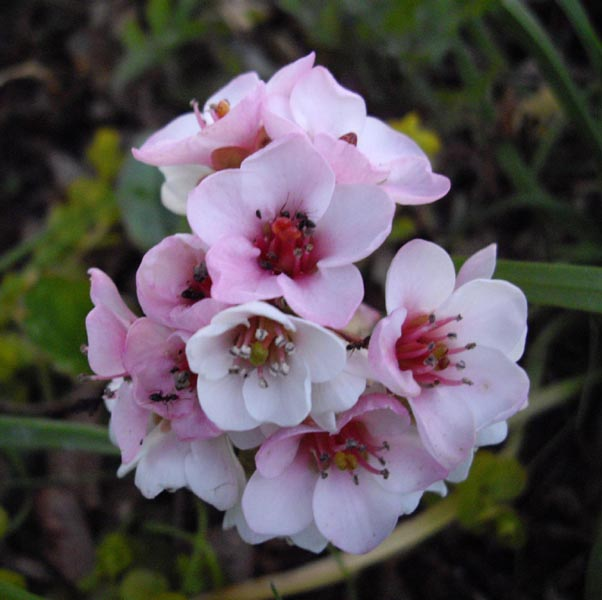
Detall de les flors

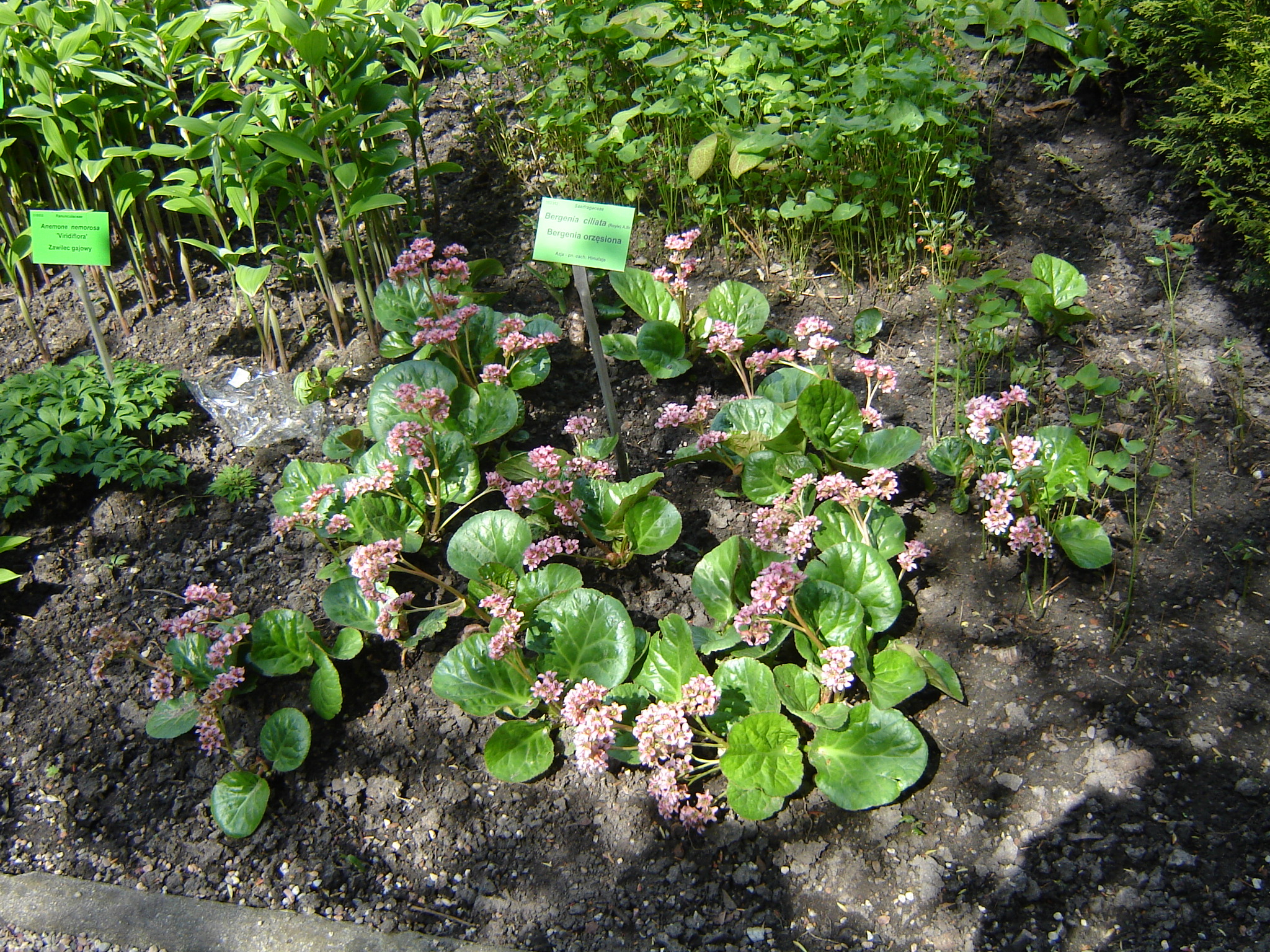
Vista de la planta

## Descripció
És una herba, que arriba a una grandària de fins a 35 cm d'alçada. Amb poques fulles, difusió, de 4-11 x 3-10 cm, glabres o hirsutes, suborbiculars, orbiculars o àmpliament obovades, amb la base cordada o, de vegades arrodonida. L'àpex és arrodonit o de vegades abruptament acuminat; marge sencer a denticulat, tant en tant, a la part superior, ciliades. El pecíol fa 1-2 (-5) cm de llarg, glabre o hirsut. La inflorescència és un raïm corimbós, sovint subestès per una bràctea frondosa ovada; bràctea ciliada o escassament glabra; escap i inflorescència de color verdós o tenyit rosat. El peduncle fa fins a 10 cm de llarg i les flors són de color rosa a vermell, pedicel·lades. Els sèpals fan 7 mm de llarg, oblongues. Els pètals fan de 10 x 4 mm, unguiculats. El fruit és una càpsula de 13 x 6 mm, on s'inclouen estils. Les llavors són allargades, d'1 mm de llarg, de color marró, minuciosament tubercles.

## Propietats
Bergenia ciliata conté els principis actius: Bergenina, catequina, àcid gàl·lic, gal·licina, catequina-7-O-glucòsid y β-sitosterol.

## Taxonomia
Bergenia ciliata va ser descrita per Haw.) Sternb. i publicat a Gartenflora 307. 1886.
Sinonímia
- Bergenia ciliata (Royle) A.Br. ex Engl.
- Bergenia ligulata var. cliata (Royle) Engl.
- Bergenia thysanodes (Lindl.) C.K.Schneid.
- Saxifraga ciliata Royle
- Saxifraga thysanodes Lindl.[4]